# Mutterschaftsgeld
Das Mutterschaftsgeld ist eine Entgeltersatzleistung für erwerbstätige Frauen während der Zeit der gesetzlichen Schutzfristen vor und nach der Entbindung.

## Deutschland
Nach § 24i SGB V erhalten weibliche Mitglieder in der gesetzlichen Krankenversicherung (keine Familienversicherten) in den letzten sechs Wochen vor der Entbindung und bis zum Ablauf von acht Wochen, bei Früh- und Mehrlingsgeburten bis zum Ablauf von zwölf Wochen nach der Entbindung Mutterschaftsgeld. Hierbei spielt keine Rolle, ob sie pflichtversichert oder freiwillig versichert sind.

### Voraussetzungen
Die Schwangere muss
- bei Beginn der Schutzfrist Mitglied der gesetzlichen Krankenversicherung sein und
  - mit Anspruch auf Krankengeld versichert sein (§ 24i Abs. 1 Satz 1, 1. Alt. SGB V), oder
  - das Mitglied steht in einem Arbeitsverhältnis, ihm wird jedoch wegen der Mutterschutzfristen kein Arbeitsentgelt gezahlt (§ 24i Abs. 1 Satz 1, 2. Alt. SGB V). Hierzu zählen Studentinnen, Rentenbezieher und freiwillig Versicherte, die versicherungsfrei beschäftigt sind.

Nicht berufstätige Frauen erhalten kein Mutterschaftsgeld.

### Leistung
Derzeit gewähren die gesetzlichen Krankenkassen maximal 13 € pro Kalendertag. Der Antrag für Mutterschaftsgeld kann erst mit der Bescheinigung eines Arztes oder Hebamme über den voraussichtlichen Geburtstermin bei der Krankenkasse gestellt werden. Die Bescheinigung darf nicht nach der Entbindung ausgestellt sein.
Frauen, die familien- oder privatversichert sind oder über die Bundesagentur für Arbeit bzw. das Sozialamt Berechtigungsscheine erhalten, und entweder
- zu Beginn der sechswöchigen Schutzfrist vor der Entbindung ein (auch geringfügigen) Arbeitsverhältnis (Heimarbeitsverhältnis) hatten oder haben oder während der Schutzfristen von einem Beamten- in ein Arbeitsverhältnis gewechselt sind, oder
- deren Arbeitsverhältnis während der Schwangerschaft oder der Schutzfrist nach der Entbindung vom Arbeitgeber mit Zustimmung der zuständigen Behörde aufgelöst wurde,

erhalten ein reduziertes Mutterschaftsgeld (max. 210 €) von der Mutterschaftsgeldstelle im Bundesamt für Soziale Sicherung.
Auch bei einer Beschäftigung im Rahmen eines Minijobs besteht Anspruch auf Mutterschaftsgeld, bei einem Lohn von mehr als 13 € pro Tag auch auf Zuschuss des Arbeitgebers.
Bei befristeten Beschäftigungsverhältnissen, die während des Bezuges von Mutterschaftsgeld durch Fristablauf enden, entfällt der Arbeitgeberzuschuss zum Mutterschaftsgeld mit dem Ende des Beschäftigungsverhältnisses. In diesen Fällen ist das Mutterschaftsgeld neu zu berechnen. Gesetzlich krankenversicherte Mütter bekommen nach dem Ende des befristeten Arbeitsverhältnisses von der Krankenkasse Mutterschaftsgeld in Höhe des Krankengeldes. Private Krankenversicherungen zahlen in diesem Fall häufig kein Mutterschaftsgeld.
Die gesetzlichen Vorschriften finden sich in §§ 19 und 20 des Mutterschutzgesetz (MuSchG) sowie § 24i SGB V.

### Selbstständige
Selbstständig tätige Frauen, die freiwillig in der gesetzlichen Krankenversicherung versichert sind und dort einen Anspruch auf Krankengeld vereinbart haben, können ebenfalls Mutterschaftsgeld beziehen. Der Antrag wird – anders als bei Arbeitnehmerinnen – direkt bei der Bundesversicherungsanstalt für Angestellte (BVA) gestellt. Die Leistungshöhe entspricht dem allgemeinen gesetzlichen Höchstsatz von bis zu 13 € je Kalendertag.

### Zuschuss zum Mutterschaftsgeld für Angestellte
Frauen, die Anspruch auf Mutterschaftsgeld haben, erhalten zusätzlich von ihrem Arbeitgeber einen Zuschuss zum Mutterschaftsgeld. Der Arbeitgeberzuschuss soll zusammen mit dem Mutterschaftsgeld den Verdienstausfall ausgleichen, der wegen des Beschäftigungsverbots eintritt. Schwangere und Mütter eines Neugeborenen sollen vor wirtschaftlichen Nachteilen bewahrt werden, die andernfalls mit den Beschäftigungsverboten verbunden wären. Die Beschäftigungsverbote sollen zu keiner Verdienstminderung führen, damit jeder finanzielle Anreiz für die Arbeitnehmerin entfällt, die Arbeit zu ihrem und des Kindes Nachteil fortzusetzen. Rechtsgrundlage für den Zuschuss ist § 20 MuSchG.
Der Zuschuss wird gezahlt an Frauen, die
- in einem Arbeitsverhältnis stehen,

- Anspruch auf Mutterschaftsgeld haben

Der Zuschuss berechnet sich aus der Differenz zwischen 13 Euro (dem Mutterschaftsgeld) und dem um die gesetzlichen Abzüge verminderten durchschnittlichen kalendertäglichen Arbeitsentgelt (Netto-Arbeitsentgelt). Grundlage für die Berechnung des durchschnittlichen Netto-Arbeitsentgelts sind grundsätzlich die letzten drei abgerechneten Kalendermonate vor Beginn der Mutterschutzfrist. Einmalig gezahltes Arbeitsentgelt, zum Beispiel Weihnachtsgeld und Urlaubsgeld, wird dabei nicht berücksichtigt. Die Berechnung des Zuschusses ist Aufgabe des Arbeitgebers.
Gezahlt wird der Zuschuss zum Mutterschaftsgeld
- während der Zeit der Schutzfrist vor der Entbindung gemäß § 3 Absatz 1 MuSchG (= sechs Wochen vor dem Entbindungstermin),

- für den Tag der Entbindung sowie

- während der Zeit der Schutzfrist gemäß § 3 Absatz 2 MuSchG (= acht Wochen, bei Früh- und Mehrlingsgeburten zwölf Wochen nach der Entbindung. Hinzu kommt die nicht genommene Zeit aus der Schutzfrist, falls die Entbindung vor dem errechneten Termin liegt.),

insgesamt also mindestens 14 Wochen, bei Früh- und Mehrlingsgeburten 18 Wochen und einen Tag.
Der Arbeitgeberzuschuss ist ebenso wie das Mutterschaftsgeld steuer- und sozialabgabenfrei, unterliegt aber dem steuerlichen Progressionsvorbehalt.
Den Arbeitgebern werden die ihnen entstandenen Kosten im Wege des so genannten U2-Verfahrens erstattet. Gesetzliche Regelungen zum Schutz von Arbeitnehmerinnen wie der Arbeitgeberzuschuss zum Mutterschaftsgeld dürfen sich nicht faktisch diskriminierend auswirken.

## Österreich
Nach § 162 Allgemeines Sozialversicherungsgesetz (ASVG) erhalten weibliche Versicherte für die letzten acht Wochen vor der voraussichtlichen Entbindung, für den Tag der Entbindung und für die ersten acht Wochen nach der Entbindung ein tägliches Wochengeld.

## Schweiz
Die Mutterschaftsentschädigung als Leistung der Mutterschaftsversicherung erhalten jene Frauen, die ein Kind geboren haben (Mutterschaft) und die in einem Arbeitsverhältnis stehen, dieses aber wegen des Mutterschutzes nicht ausüben können. Die Entschädigung ist für selbständig Erwerbende und Arbeitnehmer obligatorisch.
Nach der Niederkunft erhält die Mutter eine 14-wöchige Lohnfortzahlung in der Höhe von 80 % ihres bisherigen Einkommens. Der Anspruch endet vorzeitig, wenn die Mutter ihre Erwerbstätigkeit wieder aufnimmt (Artikel 16d Absatz 3 Erwerbsersatzgestz). Diese Entschädigungsregeln gelten auch für Nationalrätinnen, wie das Bundesgericht im Jahr 2022 bestätigte.
Die Mutterschaftsentschädigung ist seit Mitte 2005 in die Erwerbsersatzordnung (EO) integriert. Da nichterwerbstätige Mütter von den Leistungen ausgeschlossen sind, ist die Schweizerische Mutterschaftsentschädigung keine allgemeine Mutterschaftsversicherung.

### Geschichte
Seit 1945 bestand ein Verfassungsauftrag an den Bund, eine Mutterschaftsversicherung einzuführen, es fehlte jedoch am politischen Willen, diesen per Initiative vom Volk an die Regierung erteilten Auftrag umzusetzen.
Es existierten bereits diverse Schutzbestimmungen für Mütter und Wöchnerinnen, diese sind jedoch nicht einheitlich geregelt:
- im Arbeitsgesetz wird festgehalten, dass Wöchnerinnen während 9 Wochen nach der Niederkunft nicht arbeiten dürfen
- das Obligationenrecht (OR) sieht seit 1989 einen Kündigungsschutz für schwangere Frauen und Wöchnerinnen während 16 Wochen nach der Niederkunft vor
- ebenfalls im OR wird eine grundsätzliche Lohnfortzahlung während einer „angemessenen Frist“ (die auf mind. 3 Wochen beziffert wird) benannt. Diese Lohnfortzahlung wird nach kantonalen Richtlinien festgesetzt, deckt jedoch nicht in allen Fällen die 8 Wochen Arbeitsverbot. Die Höhe der Lohnfortzahlung ist gesetzlich gar nicht geregelt und hängt vom jeweiligen Arbeitsvertrag ab.

In einigen Gesamtarbeitsverträgen werden relativ großzügige Lohnfortzahlungen im Falle einer Schwangerschaft gewährt. Der Bund zahlt ab dem dritten Dienstjahr seinen Angestellten einen Mutterschaftsurlaub von vier Monaten und in immerhin 14 Kantonen bekommen die weiblichen Angestellten eine 100%ige Lohnfortzahlung während 16 Wochen.
Neben diesen in Einzel- oder Gesamtarbeitsverträgen festgehaltenen Regelungen zur Lohnfortzahlung, haben erwerbstätige Schweizerinnen die Möglichkeit, bei ihrer Krankenkasse eine private Taggeldversicherung für den Fall einer Mutterschaft abzuschliessen.
In mehreren Kantonen werden junge Elternpaare oder Eineltern, die aufgrund der Schwangerschaft und Geburt in eine prekäre finanzielle Lage geraten sind, mit so genannten Mutterschaftsbeihilfen unterstützt. Diese müssen jedoch von den Bedürftigen selbst bei der Fürsorge beantragt werden.
Nach dem Volksnein zur letzten Vorlage einer nationalen Mutterschaftsversicherung am 13. Juni 1999 haben einige Kantone (Kanton Genf, Kanton Jura) eigene Projekte für kantonale Mutterschaftsversicherungen initiiert und umgesetzt.

### Initiative Triponez
Unter politischem und wirtschaftlichem Druck taten sich die vier Parlamentarier Jacqueline Fehr (SP), Thérèse Meyer (CVP), Ursula Haller (SVP) und der Initiant Pierre Triponez (FDP) zusammen und unterbreiteten dem Bundesrat und Parlament eine Vorlage, welche schlussendlich der Mutterschaftsentschädigung zum Durchbruch verhalf.
Die neue Lösung, welche eine Finanzierung über die Erwerbsersatzordnung vorsah, sollte je zur Hälfte von Arbeitnehmern und Arbeitgebern bezahlt werden.
Diesmal bettete der Rat die Vorlage eines bezahlten Mutterschaftsurlaubs in die Revision des Erwerbsersatzgesetzes ein. Sie würde vorerst, wegen der prall gefüllten Erwerbsersatzkasse, weder die Arbeitnehmer noch die Arbeitgeber finanziell einbinden. So erhoffte man sich eine grössere Zustimmung beim Volk.
Es könnten aber wieder nicht alle Mütter davon profitieren, sondern nur jene, welche einer bezahlten Arbeit nachgehen und wegen der Geburt mit anschliessendem 8-wöchigen Beschäftigungsverbot, seitens des Gesetzgebers, einen finanziellen Nachteil erleiden. Leer ausgehen würden alle Frauen, welche als Hausfrauen und Mütter arbeiten, in dem sie sich um das Wohl der Familie kümmern oder einer unbezahlten Arbeit nachgehen. Dies mag auf den ersten Blick als unfair angesehen werden, war aber wohl die einzige Möglichkeit die Vorlage „Entschädigung bei Mutterschaft“ vom Souverän als gut befinden zu lassen. Alles andere wäre von neuem gescheitert, weil dies erneut eine massive Erhöhung der Arbeitgeberbeiträge bedeutet hätte.
Die Finanzierung der Zeit des Arbeitsverbots wird durch die EO überbrückt, welche eine gut funktionierende und finanziell gesunde Einrichtung ist.
Die Befürworter argumentierten mit der kostengünstigen Lösung, weil der Arbeitgeber nicht einseitig für die Finanzierung der Lohnfortzahlung verantwortlich sei. Gleichzeitig werden die in der Zwischenzeit entstandenen verschiedenen Pseudo-Mutterschaftsentschädigungen der Kantone wieder eliminiert. Die Wirtschaft würde so 136 Millionen einsparen. Ausserdem seien keine Mittel aus Steuern vorgesehen und die Arbeitnehmer in die Finanzierung einbezogen.
Die Gegner dieser Vorlage argumentierten mit einer Zwängerei und der Missachtung des Volkswillen von 1999. Die wirtschaftlich schwierige Situation erlaube keine neuen Sozialleistungen. Ausserdem sei der Verfassungsauftrag von 1945 bereits erfüllt. Seit dem Inkrafttreten des neuen KVG (obligatorische Krankenversicherung für die gesamte Schweizerbevölkerung) seien die unmittelbaren Kosten der Mutterschaft abgedeckt.

#### Abstimmung
Die SVP ergriff gegen die Gesetzesänderung der Erwerbsersatzordnung das Referendum und am 26. September 2004 brachte der Bundesrat die neue Idee zur Abstimmung. Im vierten Anlauf sollte nun endlich die Lücke im Gesetz geschlossen werden.
Mit einer Stimmbeteiligung von 53,8 % nahm das Schweizervolk die Mutterschaftsentschädigung knapp, mit 55,5 % Ja-Stimmen an. Damit erhielt die Schweiz als letztes Land in Westeuropa eine Mutterschaftsversicherung.
Neun Kantone und zwei Halbkantone, darunter die gesamte Westschweiz, das Tessin, der Kanton Bern, die beiden Basel und der Kanton Zürich stimmten mit hohem Mehr dafür. Die anderen elf Kantone und vier Halbkantone verwarfen das Gesetz erneut, der Kanton Appenzell I.Rh. sogar mit 73,06 %. Da es sich um eine Referendumsabstimmung handelte, musste das Ständemehr nicht erreicht werden. Sonst wäre die Vorlage wieder gescheitert. Die damalige Bundesrätin Ruth Dreifuss engagierte sich während ihrer Amtszeit auch für einen bezahlten Mutterschaftsurlaub, dieser Vorstoss fand jedoch erst zwei Jahre nach ihrem Rücktritt bei den Stimmberechtigten Anklang.

#### Inkrafttreten
Am 1. Juli 2005 trat das neue Bundesgesetz über die Mutterschaftsentschädigung in Kraft.
Finanziert wird die Mutterschaftsentschädigung mit 0,50 Lohnprozente je zur Hälfte durch die Arbeitnehmer und Arbeitgeber.

### Volksinitiative 2025 für 18 Wochen Familienzeit je Elternteil
Am 2. April 2025 startete die Unterschriftensammlung für eine Familienzeit in der Schweiz von jeweils 18 Wochen für Mütter und Väter, unterstützt u. a. von Alliance F, EVP, FDP, Grünen, Grünliberalen, SP und Vertretern der Mitte. „Ihr  Bezug erfolgt grundsätzlich alternierend; nicht mehr als ein Viertel kann gleichzeitig bezogen werden.“ Die demnach einzuführende Elternzeit umfasst eine Freistellung von der Arbeit und eine Lohnersatzleistung als Entschädigung. Die Entschädigung soll einkommensabhängig bis zu 100 Prozent für die niedrigsten Löhne betragen und durch eine Elternschaftsversicherung abgedeckt werden.

## Vereinigte Staaten
Die Vereinigten Staaten sind das einzige Industrieland, das keinen bezahlten Mutterschutz garantiert. Mütter haben (Stand Herbst 2016) nach der Geburt lediglich Anspruch auf zwölf Wochen unbezahlten Urlaub; manche Arbeitgeber bieten allerdings eine bezahlte Babypause an.